# Lo Nuestro díj
A Lo Nuestro díj (hivatalos teljes megnevezése spanyolul: Premio Lo Nuestro a la Música Latina, magyarul „Lo Nuestro díj a latin zenének”) az Univision televíziós társaság által évente megrendezett díjátadó az Amerikai Egyesült Államokban, amellyel az előző év legjobb latin zenei művészeit ismerik el különböző kategóriákban. A díj elnevezésének jelentése: „A sajátunk”. Az idén húszéves múltra visszatekintő Lo Nuestro volt az első a jelentősebb latin zenei díjak közül az Egyesült Államokban; őt követte csak a Latin Billboard-díj, majd a Latin Grammy-díj, amelyet 2000-ben adtak át először.

## Története
A díjat 1989-ben adták át először. A díjkiosztó gálát minden évben, általában február második felében rendezik Miamiban. A szokványos kategóriákon kívül többféle különdíjat is átadnak. Ilyen például a Premio a la Excelencia („A kiválóság díja”), valamint a Jóvenes con Legado („Fiatalok nagy hagyatékkal”), amellyel a művészek sikeres életpályáját honorálják. 2003-ig létezett egy közönségdíj is, a Premio del Pueblo („A nép díja”), amelynek nyertesei internetes szavazás útján kerültek ki. A Lo Nuestro díj eddigi legkiemelkedőbb jutalmazottjai között szerepel Celia Cruz, Gloria Estefan, Juan Gabriel, Juanes, Laura Pausini, Luis Miguel, az RBD együttes, Selena, Shakira és Thalía.

## Kategóriák
A díjakat jelenleg hat fő kategóriában osztják ki, amelyek további alkategóriákat tartalmaznak. A kategóriák az alábbiak:
- POP – popzene
  - Álbum del Año – Az év nagylemeze
  - Artista Masculino del Año – Az év férfi előadóművésze
  - Artista Femenina del Año – Az év női előadóművésze
  - Grupo o Dúo del Año – Az év együttese vagy duója
  - Canción del Año – Az év dala
  - Solista o Grupo Revelación del Año – Az év nagy felfedezettje, énekes vagy együttes
- ROCK – rockzene
  - Álbum del Año – Az év nagylemeze
  - Artista del Año – Az év előadóművésze
  - Canción del Año – Az év dala
- TROPICAL – trópusi latin zene
  - Álbum del Año – Az év nagylemeze
  - Artista Masculino del Año – Az év férfi előadóművésze
  - Artista Femenina del Año – Az év női előadóművésze
  - Grupo o Dúo del Año – Az év együttese vagy duója
  - Canción del Año – Az év dala
  - Tropical Merengue – Artista del Año – Trópusi merengue: az év előadóművésze
  - Tropical Salsa – Artista del Año – Trópusi salsa: az év előadóművésze
  - Tropical Tradicional – Artista del Año – Trópusi népzene: az év előadóművésze
- REGIONAL MEXICANO – mexikói (regionális) népzene 
  - Álbum del Año – Az év nagylemeze
  - Artista Masculino del Año – Az év férfi előadóművésze
  - Artista Femenina del Año – Az év női előadóművésze
  - Grupo o Dúo del Año – Az év együttese vagy duója
  - Canción del Año – Az év dala
  - Artista Banda del Año – Az év rezesbanda-előadóművésze
  - Artista Grupero del Año – Az év grupera-előadóművésze
  - Artista Norteño del Año – Az év északi regionális zenei előadóművésze
  - Artista Ranchero del Año – Az év ranchera-előadóművésze
  - Solista o Grupo Revelación del Año – Az év nagy felfedezettje, énekes vagy együttes
  - Artista Duranguense del Año – Az év durangói zenei előadóművésze
- URBANO – modern városi zene
  - Álbum del Año – Az év nagylemeze
  - Artista del Año – Az év előadóművésze
  - Canción del Año – Az év dala
- VIDEO – videóklip
  - Video del Año – Az év videóklipje
- PREMIO DEL PUEBLO – közönségdíj (2003-ig)
  - Artista Pop Favorito del Año – Az év kedvenc popzenei előadóművésze
  - Artista Rock Favorito del Año – Az év kedvenc rock-előadóművésze
  - Artista Tropical Favorito del Año – Az év kedvenc trópusi zenei előadóművésze
  - Artista Regional Mexicano Favorito del Año – Az év kedvenc mexikói népzenei előadóművésze
  - Artista Urbano Favorito del Año – Az év kedvenc modern városi zenei előadóművésze